# De música ligera
«De música ligera» es una canción escrita por Gustavo Cerati y Zeta Bosio, e interpretada por Soda Stereo. Grabada y lanzada en el primer semestre de 1990 como el primer sencillo de su quinto álbum Canción animal.
«De música ligera» es el tema más conocido, popular, emblemático y un himno latinoamericano del grupo. Es considerado como uno de los himnos del rock en español y una de las composiciones más reconocidas del rock argentino, y también es una de las canciones preferidas por el público.
Esta canción fue con la que se culminó para El Último Concierto de la banda. Al finalizar el tema, Gustavo, evidentemente emocionado, dio un agradecimiento a todos los fanáticos y colaboradores que hicieron que la banda llegara al éxito donde al final exclamaría la frase "¡Gracias... Totales!". Este momento se recuerda como uno de los más memorables y emocionantes de la historia del rock en español
«De música ligera» logró el puesto N.o 1° en el ranking de las 500 mejores canciones del rock iberoamericano por Al Borde en 2006, siendo así elegida como la mejor canción del rock en Iberoamérica de toda la historia; el puesto 20° de las 20 mejores canciones del rock en español por E! en 2011; el puesto 4° de las 100 mejores canciones del rock argentino por la Rolling Stone Argentina y MTV en 2002; y el puesto 4° de las 100 mejores canciones del rock argentino por Rock.com.ar en 2007. A nivel mundial, el sitio web recopilatorio de críticas musicales, Acclaimed Music, ubicó a «De música ligera» en el puesto 27° de las mejores canciones lanzadas en 1990, y en el puesto 293° de toda la década de los 90.

## Composición y análisis

### Contenido lírico
El tema «De música ligera» surgió casi de un solo tirón, y se empezó a esbozar en un prueba de sonido en un Concierto en la ciudad de Mexicali, México en 1989. Empezaron a darle vueltas a la secuencia de cuatro acordes que forman la canción y Gustavo empezó a soltar palabras que encajaran en la melodía. "Estaba convencido de que este iba a ser un superhit" dijo Cerati. Y así fue.
Los dos primeros versos son la representación del anhelo por la composición de un tema musical capaz de tener un alcance de masas del álbum en cuestión. El verso que dice "ella durmió al calor de las masas, y yo desperté queriendo soñarla" habla de aquella canción que se idea con la intención de convertirse en un hit musical. Su mismo compositor así lo relató en una entrevista concedida en el año de 1990:

“La letra habla de la música en sí: ‘ella durmió al calor de las masas, y yo desperté queriendo soñarla’. ¡Es eso, es la música hablando! Entre nosotros sentíamos y sabíamos que ese tema iba a reventar. A veces lo sentís a eso. Y por la forma tan instantánea en que salió fue como si la hubieran tocado diez mil grupos antes. Quizás no fue así... ¡la tocaron diez mil grupos después!”

Haciendo referencia al tema y la letra, Gustavo Cerati añadió además:

“Mis padres tenían una caja de discos que se llamaba Clásicos ligeros de todos los tiempos donde había música de películas, obras clásicas y de todo, mezclando Mozart con Ennio Morricone. Esas palabras me habían pegado mucho y a mí me quedó sonando siempre la frase de ‘clásicos ligeros’. ¡Todo el tiempo vuelvo a lo que hacía cuando era chico! Es un momento en el que salieron muchísimas cosas: ideas musicales, yeites con la guitarra y cosas que ahora no se me ocurriría hacerlas. Por otro lado, había participado en el disco Conga, de Daniel Melero, tocando en un tema que se llamaba «Música lenta» que decía: ‘serán los efectos de la música lenta’. Y fue como una especie de respuesta velada, porque me impulsaron esa misma canción y los efectos de la música lenta. Después me acordé de los clásicos ligeros y de la música ligera, y empecé a escribir sobre lo que significaba un poco la idea del pop. Por un lado, no podés zafar de ello y siempre está bueno escuchar una canción así, donde no tenés ni qué pensar, porque simplemente está y te arrasa. Por otro lado, no es que te quede tanto, sino que es solo un momento en la vida. Fue uno de los temas más instantáneos que tuvimos con Soda Stereo. Fue llegar a la sala, empecé a tocar el riff, y salió. Musicalmente, lo creamos los tres. La letra la escribí ahí mismo, no entera, pero parte sí. La mayoría de las veces la motivación para escribir, la inspiración, te sale de la misma música. La misma música tiene los ingredientes necesarios a la letra, hay algo de lo que me está hablando la música. En este caso era lo más liviano y lo más pop que podía imaginar, era como una canción que había estado guardada durante mucho tiempo ahí. Lo primero que siempre escribo es el estribillo, que aquí fue: ‘de aquel amor de música ligera’. Después habla de la música en sí: ‘ella durmió al calor de las masas, y yo desperté queriendo soñarla’.”

### Estructura musical
El título y espíritu de la canción fue tomado de una colección de discos que tenían los padres de Gustavo Cerati que se llamaba Clásicos ligeros de todos los tiempos: 

“La idea fue formular una instrumentación así, como muy clásica, de banda, y al mismo tiempo que tuviera un espíritu ligero.”
Gustavo Cerati

Todo el tema está construido a partir del riff y apoyado por la secuencia llevada adelante por la guitarra: cuatro acordes (Sim, SolM, ReM, LaM), remarcando el descenso Sol-Re, donde se concentra la fuerza de la canción. La escasa pero convincente complejidad de la armonía deriva del hecho de que el descenso Sol-Re se produce en el medio de cada estrofa y no al comienzo ni al final como podría sugerir el efecto, en una primera impresión. Y es precisamente esta asincronía entre el canto y la armonía donde radica la atracción irresistible que la ha hecho una de las canciones más exitosas de la historia del rock latino.
Cerati ha dicho que:

“«De música ligera» es uno de los temas más instantáneos que hice con Soda Stereo.”

Alberti recuerda que:

“La grabamos en una sola toma, en un estudio de Miami. Eso es algo rarísimo, porque usualmente uno hace como quince tomas para grabar. Después grabamos dos versiones más, para probar maneras diferentes, pero no quedaron. La versión que se escucha en el disco es la primera toma que hicimos.”

## Video musical
Por aquel momento de su carrera los integrantes del grupo musical habían vuelto a sus raíces, a los grupos de rock argentinos de los '70 que habían escuchado en su adolescencia, algo que tiñó todo el estilo del álbum Canción animal, y así como el video musical que tenían pensado para la canción «De música ligera».
El video fue dirigido por Alfredo Lois y muestra a Soda Stereo interpretando la canción. Adoptando un estilo colorido e intencionalmente aficionado con un fondo azul con el efecto croma, superponiendo un fondo de flores y colores que recuerdan un poco a los hippies.
En el video se les ve interpretando con el fondo cambiante, algunas superposiciones en blanco y negro, además de un cambio en la relación de aspecto al principio y en la estrofa.
También se publicó un video con imágenes de las canciones tocadas en el último concierto, tanto en Chile como en Argentina, dirigido nuevamente por Alfredo Lois.

## Posicionamiento en listas

### Semanales
| País           | Lista                              | Mejor posición |
| -------------- | ---------------------------------- | -------------- |
| Estados Unidos | Billboard Latin Digital Song Sales | 18             |

### Todos los tiempos
Esta información está adaptada de Acclaimed Music:
| Publicación                   | País           | Lista                                                             | Año  | Puesto |
| ----------------------------- | -------------- | ----------------------------------------------------------------- | ---- | ------ |
| Al borde                      | Estados Unidos | Las 500 mejores canciones del rock iberoamericano                 | 2006 | 1°     |
| Rock en las Américas          | Estados Unidos | Las 120 mejores canciones del rock hispanoamericano               | 2009 | 2°     |
| E!                            | Estados Unidos | Las 20 mejores canciones del rock en español                      | 2011 | 20°    |
| Satélite Musical              | Estados Unidos | Las 20 mejores canciones del rock en español                      | 2006 | 4°     |
| VH1 Latinoamérica (Norte)     | Estados Unidos | Las 100 + grandiosas canciones de los años '90 en español (Norte) | 2008 | 6°     |
| VH1 Latinoamérica (Sur)       | Estados Unidos | Las 100 + grandiosas canciones de los años '90 en español (Sur)   | 2008 | 4°     |
| Rolling Stone Argentina & MTV | Argentina      | Las 100 canciones más destacadas del rock argentino               | 2002 | 4°     |
| Rock.com.ar                   | Argentina      | Las 100 de los 40                                                 | 2007 | 4°     |

## Certificaciones
| País   | Organismo certificador | Certificación | Ventas certificadas | Ref.   |
| ------ | ---------------------- | ------------- | ------------------- | ------ |
| España | PROMUSICAE             | Oro           | 30 000              | [ 23 ] |
| México | AMPROFON               | Oro           | 30 000              | [ 24 ] |

## Versiones
- Durante la primera etapa de la Gira Animal (agosto de 1990 - marzo de 1991) se interpretaba dos veces en todos los recitales. La primera versión era muy similar a la original, intepretándola como la séptima canción del setlist; en cambio la segunda (como la vigésima segunda y última canción del setlist) es muy parecida a la que interpretarían unos años después en la gira El Último Concierto en 1997.
- La versión realizada en el recital de despedida considerado El Último Concierto, en el estadio de River Plate, el 20 de septiembre de 1997, puede considerarse el momento más emotivo de la banda y uno de los momentos más gloriosos del rock latinoamericano. La canción, cantada a dúo con el público, expresó inmediatamente los sentimientos compartidos entre la banda y sus seguidores, sobre el dolor de la despedida y el ciclo cumplido. Ese sentimiento llega a su clímax cuando Cerati se detiene en un largo "nada más quedaaaaaa", termina el tema con una improvisación entre los tres músicos, y se despide para siempre de su público pronunciando su luego famosa frase "¡Gracias... Totales!"; a continuación, con un último y clásico Sol-Re, se cierra la existencia misma de Soda Stereo.
- También fue realizada en todos los recitales de la gira Me Verás Volver e inclusive fue incluida en el disco.
- La banda de rock brasileña Os Paralamas do Sucesso hicieron una versión (en portugués) en su álbum de estudio Nove Luas de 1996.
- El programa humorístico Todo por dos pesos hizo una parodia titulada «Llamen a Moe» en el año 2000. Gustavo Cerati, fanático del programa, interpretó esta versión en su última emisión.[25][26]
- Otra banda de rock brasileña que también hizo una versión (en portugués), fue la banda Capital Inicial, en su álbum de estudio Rosas e Vinho Tinto de 2002.
- El grupo mexicano RBD hizo una versión de la canción en el disco Tour generación RBD en vivo (2005).
- En el 2007 después de 10 años de ausencia, vuelven a tocar la canción en la Gira Me Verás Volver, solo que la tocan un poco más rápida
- La banda italiana Måneskin hizo una versión de la canción durante un concierto en argentina.
- La banda inglesa Coldplay realizó una versión durante su concierto en el Estadio Único de La Plata durante su gira A Head Full of Dreams Tour el 14 de noviembre de 2017 que luego fue incluido en el álbum Live in Buenos Aires de 2018. El 25 de octubre del 2022, Coldplay versionó esta misma canción en uno de sus conciertos de su gira mundial Music of the Spheres en Argentina.
- La banda sueca de hardcore punk Abhinanda incluyó su versión de estudio en el single 7" Tsunami de 2023.